# 大貫杏里
大貫 杏里 （おおぬき あんり、1982年8月3日 - ）は、日本の女優。フランスパリ出身。所属事務所はエフ・スピリット。
父親が日本人で、母親がフランス人のハーフ。
旧芸名は大貫 あんり（読み同じ）。

## 来歴
1994年、青山劇場のミュージカル『アニー』のペッパー役でデビュー。

## 主な出演作品
※太字は主演

### テレビ
- THE夜もヒッパレ（2001年 - 2002年、日本テレビ系）- 準レギュラー
- 全力坂（2007年、テレビ朝日）

### 映画
- おにぎり（2004年公開）- 水沢友美 役[3]
- 東京島（2010年公開） - マリア 役

### CM
- TOMY （1996年）
- バンダイ　『キューティーハニー』 （1997年）
- NTTコミュニケーションズ（2003年）
- TOYOTA 『ポルテ』　（2006年 - 2007年）

### 舞台
- ミュージカル 『アニー』　（1994年） - ペッパー 役
- ミュージカル 『美少女戦士セーラームーン』（2004年1月、サンシャイン劇場） - セーラーアルミナムセイレーン 役
- メモリーズ - かつてすごし日々を愛でるというコト - （2007年1月、シアターアプル） - 池波千代乃 役
- THE LIGHT IN THE PIAZZA （2007年12月、ルテアトル銀座）
- 愚か者達へのレクイエム（2008年4月4日 - 13日、六行会ホール）- リエ 役